# Ethelurgus collaris
Ethelurgus collaris är en stekelart som beskrevs av Henry Keith Townes, Jr. 1983. Ethelurgus collaris ingår i släktet Ethelurgus och familjen brokparasitsteklar. Inga underarter finns listade i Catalogue of Life.